# NLE Choppa

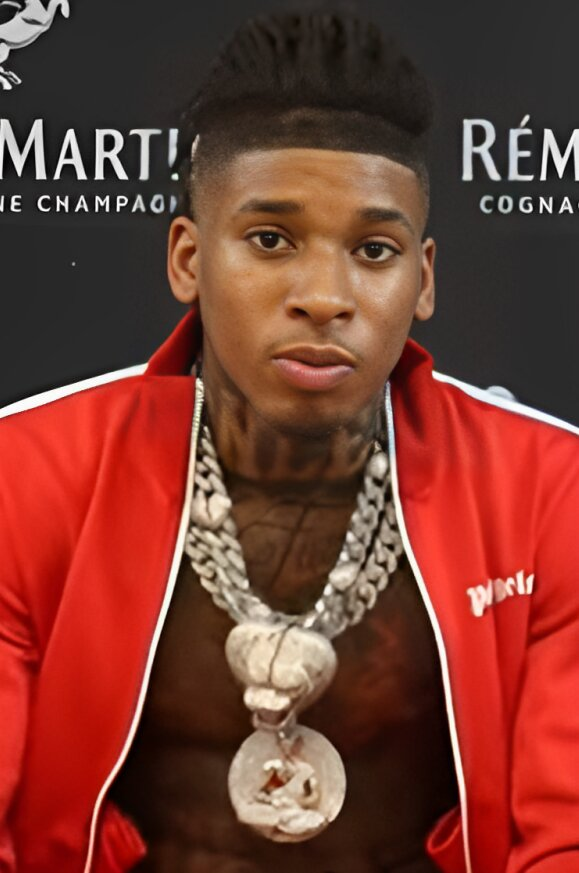
NLE Choppa (2022)

NLE Choppa (* 1. November 2002 in Memphis, Tennessee als Bryson Lashun Potts), ehemals YNR Choppa, ist ein US-amerikanischer Rapper. Er wurde 2019 bekannt mit seinem US-Hit Shotta Flow.

## Leben
Bryson Potts wuchs in einem Problemviertel von Memphis auf. In seiner Jugend interessierte er sich für Basketball, bevor er sich als Teenager der Musik zuwandte. Mit 14 begann er mit Freunden mit dem Freestyle-Rappen und bereits ein Jahr später machte er erste Studioaufnahmen mit Songs, die vom Südstaaten-Rap von Vorbildern wie Meek Mill und Lil Wayne beeinflusst waren. Er veröffentlichte die Lieder und 2018 das Mixtape No Love – The Takeover online. Ursprünglich nannte er sich YNR Choppa und nannte sich dann um in NLE Choppa, wobei NLE für No Love Entertainment steht.
Der Song Shotta Flow, den er im Januar 2019 inklusive Video herausbrachte, wurde zu einem großen Interneterfolg mit 8-stelligen Aufrufzahlen. Er lehnte aber lukrative Labelangebote ab, um seine Musikrechte zu behalten. Die Singleveröffentlichung brachte Shotta Flow in die Top 40 der US-Singlecharts und eine Auszeichnung mit Platin. Es folgten viele weitere Veröffentlichungen, darunter ein Remix und mehrere Fortsetzungen von Shotta Flow und im September der Song Camelot, mit dem er zum zweiten Mal in die Top 40 kam. Mit der EP Cottonwood schaffte er es zum Jahresende auch in die Albumcharts. 2020 folgten weitere Chartsingles, wobei Walk ’EM Down mit Roddy Ricch ihn nicht nur in die US-Top-40, sondern erstmals auch in die britischen Charts brachte. Seine Songs erreichten hohe Aufrufzahlen und innerhalb eines Jahres bekam er dafür vier Platin- und drei Goldauszeichnungen.
Sein Debütalbum Top Shotta wurde im August 2020 veröffentlicht. Noch im selben Jahr erschien sein zweites Mixtape From Dark to Light.

## Diskografie

### Studioalben
| Jahr | Titel Musiklabel                            | Höchstplatzierung, Gesamtwochen, AuszeichnungChartplatzierungen (Jahr, Titel, Musiklabel, Platzierungen, Wochen, Auszeichnungen, Anmerkungen) | Höchstplatzierung, Gesamtwochen, AuszeichnungChartplatzierungen (Jahr, Titel, Musiklabel, Platzierungen, Wochen, Auszeichnungen, Anmerkungen) | Anmerkungen                           |
| Jahr | Titel Musiklabel                            | US | R&B | Anmerkungen                           |
| ---- | ------------------------------------------- | --- | --- | ------------------------------------- |
| 2020 | Top Shotta NLE Choppa Entertainment (WMG)   | US10 Platin · (22 Wo.)US | R&B6 (12 Wo.)R&B | Erstveröffentlichung: 10. August 2020 |
| 2023 | Cottonwood 2 NLE Choppa Entertainment (WMG) | US21 (23 Wo.)US | R&B9 (6 Wo.)R&B | Erstveröffentlichung: 14. April 2023  |

### Mixtapes
| Jahr | Titel Musiklabel                                  | Höchstplatzierung, Gesamtwochen, AuszeichnungChartplatzierungen (Jahr, Titel, Musiklabel, Platzierungen, Wochen, Auszeichnungen, Anmerkungen) | Höchstplatzierung, Gesamtwochen, AuszeichnungChartplatzierungen (Jahr, Titel, Musiklabel, Platzierungen, Wochen, Auszeichnungen, Anmerkungen) | Anmerkungen                              |
| Jahr | Titel Musiklabel                                  | US | R&B | Anmerkungen                              |
| ---- | ------------------------------------------------- | --- | --- | ---------------------------------------- |
| 2020 | From Dark to Light NLE Choppa Entertainment (WMG) | US115 (1 Wo.)US | — | Erstveröffentlichung: 1. November 2020   |
| 2022 | Me vs. Me NLE Choppa Entertainment (WMG)          | US14 (5 Wo.)US | R&B8 (2 Wo.)R&B | Erstveröffentlichung: 28. Januar 2022    |
| 2024 | Slut SZN NLE Choppa Entertainment (WMG)           | US159 (2 Wo.)US | — | Erstveröffentlichung: 27. September 2024 |

Weitere Mixtapes
- 2018: No Love – The Takeover (als YNR Choppa)
- 2019: Narco Choppa (mit Icy Narco)
- 2019: Holy Trap (mit NoCap)
- 2024: The Chosen Ones (mit DJ Booker)

### Kompilationen
| Jahr | Titel Musiklabel                                               | Höchstplatzierung, Gesamtwochen, AuszeichnungChartsChartplatzierungen (Jahr, Titel, Musiklabel, Platzierungen, Wochen, Auszeichnungen, Anmerkungen) | Anmerkungen                             |
| Jahr | Titel Musiklabel                                               | US | Anmerkungen                             |
| ---- | -------------------------------------------------------------- | --- | --------------------------------------- |
| 2024 | Certified NLE Choppa Entertainment (WMG)                       | US171 (5 Wo.)US | Erstveröffentlichung: 5. April 2024     |
| 2024 | Picasso: Sluffin Szn x Slut Szn NLE Choppa Entertainment (WMG) | US150 (3 Wo.)US | Erstveröffentlichung: 24. Dezember 2024 |

Weitere Kompilationen
- 2024: Shotta Flow Series

### EPs
| Jahr | Titel Musiklabel                          | Höchstplatzierung, Gesamtwochen, AuszeichnungChartplatzierungen (Jahr, Titel, Musiklabel, Platzierungen, Wochen, Auszeichnungen, Anmerkungen) | Höchstplatzierung, Gesamtwochen, AuszeichnungChartplatzierungen (Jahr, Titel, Musiklabel, Platzierungen, Wochen, Auszeichnungen, Anmerkungen) | Anmerkungen                             |
| Jahr | Titel Musiklabel                          | US | R&B | Anmerkungen                             |
| ---- | ----------------------------------------- | --- | --- | --------------------------------------- |
| 2019 | Cottonwood NLE Choppa Entertainment (WMG) | US57 Gold · (8 Wo.)US | R&B20 (3 Wo.)R&B | Erstveröffentlichung: 23. Dezember 2019 |

### Singles als Leadmusiker
| Jahr | Titel Album                                | Höchstplatzierung, Gesamtwochen, AuszeichnungChartplatzierungen (Jahr, Titel, Album, Platzierungen, Wochen, Auszeichnungen, Anmerkungen) | Höchstplatzierung, Gesamtwochen, AuszeichnungChartplatzierungen (Jahr, Titel, Album, Platzierungen, Wochen, Auszeichnungen, Anmerkungen) | Höchstplatzierung, Gesamtwochen, AuszeichnungChartplatzierungen (Jahr, Titel, Album, Platzierungen, Wochen, Auszeichnungen, Anmerkungen) | Höchstplatzierung, Gesamtwochen, AuszeichnungChartplatzierungen (Jahr, Titel, Album, Platzierungen, Wochen, Auszeichnungen, Anmerkungen) | Anmerkungen                                                                 |
| Jahr | Titel Album                                | DE | UK | US | R&B | Anmerkungen                                                                 |
| --- | ------------------------------------------ | --- | --- | --- | --- | --------------------------------------------------------------------------- |
| 2019 | Shotta Flow Cottonwood                     | — | UK— SilberUK | US36 ×3×2Dreifachplatin + Doppelplatin (Remix) · (20 Wo.)US                                                                              | R&B14 (22 Wo.)R&B | Erstveröffentlichung: 17. Januar 2019 Remix mit Blueface: 20. Juni 2019     |
| 2019 | Camelot Top Shotta                         | — | UK— SilberUK | US37 ×5Fünffachplatin · (20 Wo.)US | R&B17 (20 Wo.)R&B | Erstveröffentlichung: 13. September 2019                                    |
| 2019 | Famous Hoes Certified                      | — | — | US83 Platin · (1 Wo.)US | R&B36 (2 Wo.)R&B | Erstveröffentlichung: 10. Dezember 2019                                     |
| 2020 | Walk ’Em Down Top Shotta                   | — | UK85 Silber · (3 Wo.)UK | US38 ×5Fünffachplatin · (20 Wo.)US | R&B16 (20 Wo.)R&B | Erstveröffentlichung: 19. März 2020 feat. Roddy Ricch                       |
| 2020 | Shotta Flow 5 Top Shotta                   | — | — | US54 Platin · (3 Wo.)US | R&B23 (3 Wo.)R&B | Erstveröffentlichung: 12. Juni 2020                                         |
| 2020 | Narrow Road Top Shotta                     | — | — | US— PlatinUS | R&B46 (1 Wo.)R&B | Erstveröffentlichung: 30. Juli 2020 feat. Lil Baby                          |
| 2021 | Final Warning Me vs. Me                    | — | — | US90 Platin · (1 Wo.)US | R&B40 (2 Wo.)R&B | Erstveröffentlichung: 30. April 2021                                        |
| 2021 | Jumpin Me vs. Me                           | — | — | US89 Gold · (1 Wo.)US | R&B40 (5 Wo.)R&B | Erstveröffentlichung: 5. November 2021 feat. Polo G                         |
| 2022 | Slut Me Out Cottonwood 2                   | — | UK68 Silber · (4 Wo.)UK | US28 ×2Doppelplatin · (14 Wo.)US | R&B9 (20 Wo.)R&B | Erstveröffentlichung: 22. April 2022                                        |
| 2022 | Do It Again Cottonwood 2                   | — | — | US85 Gold · (1 Wo.)US | R&B30 (11 Wo.)R&B | Erstveröffentlichung: 7. Oktober 2022 mit 2Rare                             |
| 2023 | Do It Again –                              | DE— aDE | — | — | — | Erstveröffentlichung: 10. Februar 2023 feat. Summer Cem                     |
| 2023 | Ain't Gonna Answer Cottonwood 2            | — | — | — | R&B33 (6 Wo.)R&B | Erstveröffentlichung: 23. März 2023 feat Lil Wayne                          |
| 2023 | Angel Pt. I Fast X                         | DE— bDE | UK82 (1 Wo.)UK | US65 (2 Wo.)US | R&B18 (3 Wo.)R&B | Erstveröffentlichung: 19. Mai 2023 mit Kodak Black, Jimin, Jvke & Muni Long |
| 2023 | It’s Getting Hot Cottonwood 2 (Deluxe 2.0) | — | — | US— GoldUS | R&B36 (6 Wo.)R&B | Erstveröffentlichung: 27. Juli 2023                                         |
| 2024 | Slut Me Out 2 Slut SZN                     | — | — | — | R&B37 (9 Wo.)R&B | Erstveröffentlichung: 12. April 2024                                        |
| 2024 | Or What? Slut SZN                          | — | — | US52 (7 Wo.)US | R&B9 (17 Wo.)R&B | Erstveröffentlichung: 6. September 2024 feat. 41 & Kyle Richh               |
| Folgende Lieder erschienen nicht als Single, wurden aber durch das Album zum Download und Streaming bereitgestellt und konnten somit eine Platzierung erlangen: |                                            | | | | |                                                                             |
| |                                            | | | | |                                                                             |
| 2022 | Shotta Flow 6 Me vs. Me                    | — | — | US86 Gold · (1 Wo.)US | R&B30 (1 Wo.)R&B |                                                                             |
| 2022 | Push It Me vs. Me                          | — | — | — | R&B40 (1 Wo.)R&B | feat. Young Thug                                                            |
| 2023 | Pistol Paccin Cottonwood 2 (Deluxe 2.0)    | — | — | US— GoldUS | R&B47 (2 Wo.)R&B | feat. BigXthaPlug                                                           |
| 2024 | Gang Baby Slut SZN                         | — | — | US82 Gold · (5 Wo.)US | R&B17 (13 Wo.)R&B |                                                                             |

Weitere Singles
- 2019: Shotta Flow 2 (US: Platin)
- 2019: Hit the Scene (mit White Sosa, US: Gold)
- 2019: Capo (US: ×2Doppelplatin )
- 2019: Birdboy
- 2019: Blocc Is Hot
- 2019: ChopBloc (mit Blocboy JB)
- 2019: Stick by My Side (feat. Clever)
- 2019: Free Youngboy (US: Gold)
- 2019: Shotta Flow 3 (US: Platin)
- 2019: No Love Anthem
- 2019: ChopBloc 2 (mit Blocboy JB)
- 2019: Forever
- 2019: Dekario
- 2019: Side
- 2020: Exotic
- 2020: 100 Shots
- 2020: TKO Anthem (feat. Goon BIG4 & Tevooo3)

### Singles als Gastmusiker
| Jahr | Titel Album                   | Höchstplatzierung, Gesamtwochen, AuszeichnungChartplatzierungen (Jahr, Titel, Album, Platzierungen, Wochen, Auszeichnungen, Anmerkungen) | Höchstplatzierung, Gesamtwochen, AuszeichnungChartplatzierungen (Jahr, Titel, Album, Platzierungen, Wochen, Auszeichnungen, Anmerkungen) | Höchstplatzierung, Gesamtwochen, AuszeichnungChartplatzierungen (Jahr, Titel, Album, Platzierungen, Wochen, Auszeichnungen, Anmerkungen) | Höchstplatzierung, Gesamtwochen, AuszeichnungChartplatzierungen (Jahr, Titel, Album, Platzierungen, Wochen, Auszeichnungen, Anmerkungen) | Anmerkungen                                                                                        |
| Jahr | Titel Album                   | CH | UK | US | R&B | Anmerkungen                                                                                        |
| --- | ----------------------------- | --- | --- | --- | --- | -------------------------------------------------------------------------------------------------- |
| 2020 | Go Stupid The Goat            | — | UK— SilberUK | US60 ×3Dreifachplatin · (9 Wo.)US | R&B29 (8 Wo.)R&B | Erstveröffentlichung: 14. Februar 2020 Polo G, Stunna 4 Vegas & NLE Choppa feat. Mike Will Made It |
| 2023 | Bonjour –                     | CH100 (1 Wo.)CH | — | — | — | Erstveröffentlichung: 18. August 2023 Gambi feat. NLE Choppa                                       |
| Folgende Lieder erschienen nicht als Single, wurden aber durch das Album zum Download und Streaming bereitgestellt und konnten somit eine Platzierung erlangen: |                               | | | | | |
| |                               | | | | | |
| 2021 | Unapologetic Hall of Fame 2.0 | — | — | US— GoldUS | R&B38 (1 Wo.)R&B | Polo G feat. NLE Choppa                                                                            |
| 2022 | 9 Lives It’s Not Me It’s You  | — | — | — | R&B50 (1 Wo.)R&B | DDG feat. Polo G & NLE Choppa                                                                      |

Weitere Gastbeiträge
- 2019: Get Like Me (Bhad Bhabie feat. NLE Choppa)
- 2019: Zombie (Kodak Black feat. NLE Choppa & DB Omerta)
- 2019: Hit Ho Dance (Rubi Rose feat. NLE Choppa & Yella Beezy)
- 2020: Holy Moly (Blueface feat. NLE Choppa)
- 2022: Bustdown Rollie Avalanche (Kai Cenat feat. NLE Choppa, US: Gold)

## Auszeichnungen für Musikverkäufe
| Goldene Schallplatte - Australien - 2023: für die Single Slut Me Out - Dänemark - 2022: für die Single Walk ’Em Down - 2023: für die Single Camelot - 2024: für die Single Shotta Flow (Remix) - Italien - 2023: für die Single Shotta Flow - Kanada - 2023: für das Album Cottonwood - 2023: für die Single Do It Again - 2023: für die Single Final Warning - 2023: für die Single Jumpin - 2023: für die Single Narrow Road - 2023: für die Single Shotta Flow 5 - 2025: für die Single Slut Me Out 2 - Polen - 2024: für die Single Camelot - 2024: für die Single Slut Me Out - 2024: für die Single Walk ’Em Down - Portugal - 2022: für die Single Camelot - 2022: für die Single Walk ’Em Down - Vereinigte Staaten - 2024: für das Lied Picture Me Grapin’ | Platin-Schallplatte - Brasilien - 2024: für die Single Angel Pt. I - Kanada - 2023: für das Album Top Shotta - 2023: für die Single Shotta Flow 3 - 2023: für die Single Slut Me Out - Neuseeland - 2022: für die Single Shotta Flow 3× Platin-Schallplatte - Kanada - 2024: für die Single Go Stupid 4× Platin-Schallplatte - Kanada - 2023: für die Single Camelot - 2023: für die Single Walk ’Em Down 5× Platin-Schallplatte - Kanada - 2023: für die Single Shotta Flow |

Anmerkung: Auszeichnungen in Ländern aus den Charttabellen bzw. Chartboxen sind in ebendiesen zu finden.
| Land/RegionAuszeichnungen für Musikverkäufe (Land/Region, Auszeichnungen, Verkäufe, Quellen) | Silber     | Gold       | Platin       | Verkäufe   | Quellen             |
| -------------------------------------------------------------------------------------------- | ---------- | ---------- | ------------ | ---------- | ------------------- |
| Australien (ARIA)                                                                            | —          | Gold1      | —            | 35.000     | aria.com.au         |
| Brasilien (PMB)                                                                              | —          | —          | Platin1      | 40.000     | pro-musicabr.org.br |
| Dänemark (IFPI)                                                                              | —          | 3× Gold3   | —            | 135.000    | ifpi.dk             |
| Italien (FIMI)                                                                               | —          | Gold1      | —            | 50.000     | fimi.it             |
| Kanada (MC)                                                                                  | —          | 7× Gold7   | 19× Platin19 | 1.800.000  | musiccanada.com     |
| Neuseeland (RMNZ)                                                                            | —          | —          | Platin1      | 30.000     | radioscope.co.nz    |
| Polen (ZPAV)                                                                                 | —          | 3× Gold3   | —            | 75.000     | olis.pl             |
| Portugal (AFP)                                                                               | —          | 2× Gold2   | —            | 10.000     | Einzelnachweise     |
| Vereinigte Staaten (RIAA)                                                                    | —          | 12× Gold12 | 29× Platin29 | 36.000.000 | riaa.com            |
| Vereinigtes Königreich (BPI)                                                                 | 5× Silber5 | —          | —            | 1.000.000  | bpi.co.uk           |
| Insgesamt                                                                                    | 5× Silber5 | 29× Gold29 | 50× Platin50 |            |                     |